# Schildetal
Schildetal ist eine Gemeinde im Landkreis Nordwestmecklenburg in Mecklenburg-Vorpommern. Sie wurde am 7. Juni 2009 aus dem freiwilligen Zusammenschluss der Gemeinden Badow und Renzow gebildet und hieß zunächst Badow-Renzow. Am 1. Oktober 2009 wurde der Name in Schildetal geändert. Die Gemeinde wird vom Amt Lützow-Lübstorf mit Sitz in der Gemeinde Lützow verwaltet.

## Geografie
Die Gemeinde liegt etwa 20 Kilometer westlich der Landeshauptstadt Schwerin an den Oberläufen der Flüsse Schilde und Sude. Die leicht hügelige Umgebung (bis 70 m ü. NN) wird von Feldern, Wiesen und kleinen Wäldern bestimmt. Im Süden grenzt das Gemeindegebiet an den Landkreis Ludwigslust-Parchim.
Zur Gemeinde Schildetal gehören die Ortsteile Badow, Renzow und Söhring.

## Geschichte
Badow: Die neogotische Dorfkirche stammt von um 1847. Das Gut war von 1700 bis 1945 im Besitz der Familie von Döring. Das 1905 abgebrannte klassizistische Gutshaus wurde 1906 im  neobarocken Stil erneuert. Es diente von 1993 bis 2001 als Ponyschloss und seit 2008 als Ferienhaus.
Renzow wurde 1230 erstmals urkundlich erwähnt. 1384 ist der slawische Name Rantsowe überliefert. 1935 wurden Ort und Gut zusammengeführt. Das Gut war u. a. im Besitz der Familien von Müller (1716–1773), von Zülow, von Bülow, von Blücher, von Behr und Booth. Das Gutshaus (19. Jh.) und Ländereien wurden 1990 von der Familie Booth zurück erworben.

## Politik

### Wappen, Flagge, Dienstsiegel
Die Gemeinde verfügt über kein amtlich genehmigtes Hoheitszeichen, weder Wappen noch Flagge. Als Dienstsiegel wird das kleine Landessiegel mit dem Wappenbild des Landesteils Mecklenburg geführt. Es zeigt einen hersehenden Stierkopf mit abgerissenem Halsfell und Krone und der Umschrift „GEMEINDE SCHILDETAL • LANDKREIS NORDWESTMECKLENBURG“.

## Sehenswürdigkeiten
- Neugotische Dorfkirche Badow von 1847
- Gutsanlage Badow mit neobarocken Gutshaus von 1906
- Parkanlage Renzow mit einer Blutbuchenallee, die älteste und größte in Europa